# Wild Life (jeu vidéo)
Pour les articles homonymes, voir Wild Life.
Wild Life est un jeu d'action en forme de safari photo consistant à faire preuve de réflexes au sein d'un périple autour du monde. Le tout visant à apprendre à reconnaître les différentes espèces d'animaux pour les photographier.

## Système de jeu
Le jeu permet de choisir sa destination, au nombre de quatre : Amérique du nord, Arctique, Australie et Inde. Votre but sera ensuite de réussir à photographier correctement trois espèces d'animaux tout en éliminant les braconniers qui se dresseront devant vous.
Le jeu cumule plusieurs actions : la photographie où il est impératif de trouver un appareil tout en l'approvisionnant régulièrement en pellicules trouvées à l'écran, puis d'effectuer une prise correcte (deux types d'objectif à disposition) ; le tir à la carabine où il faut viser avec justesse les braconniers avant que ceux-ci ne vous atteignent et vous blessent.

## Équipe de développement
- Programmation : Dominico Manfredi
- Graphisme : Imagex / Matthieu Hofseth
- Musique / Sons : Elie Daniel

## Accueil
Le jeu reçut un accueil mitigé, les uns comme Amiga Format reprochant à Wild Life de n'être qu'un clone déguisé et mal réalisé d'Operation Wolf et d'autres comme Gen4 d'être bien trop répétitif dans l'action et d'une moralité douteuse (abattre des hommes pour protéger des animaux).